# Campeonato Asiático de Atletismo de 2017 - Arremesso de peso feminino
A prova do arremesso de peso feminino do Campeonato Asiático de Atletismo de 2017 foi disputada no dia 6 de julho de 2017 no Kalinga Stadium em Bhubaneswar, na Índia. 

## Recordes
Antes desta competição, os recordes mundiais e do campeonato nesta prova eram os seguintes:
|                       | Nome               | Nacionalidade   | Distância | Local        | Data                |
| --------------------- | ------------------ | --------------- | --------- | ------------ | ------------------- |
| Recorde mundial       | Natalya Lisovskaya | União Soviética | 22m 63cm  | Moscou       | 7 de junho de 1987  |
| Recorde do campeonato | Huang Zhihong      | China           | 19m 69cm  | Nova Delhi   | 1989                |
| Recorde asiático      | Meisu Li           | China           | 21m 76cm  | Shijiazhuang | 23 de abril de 1988 |

## Medalhistas
| Ouro                | Prata              | Bronze        |
| Manpreet Kaur (IND) | Guo Tianqian (CHN) | Aya Ota (JPN) |

## Resultado final

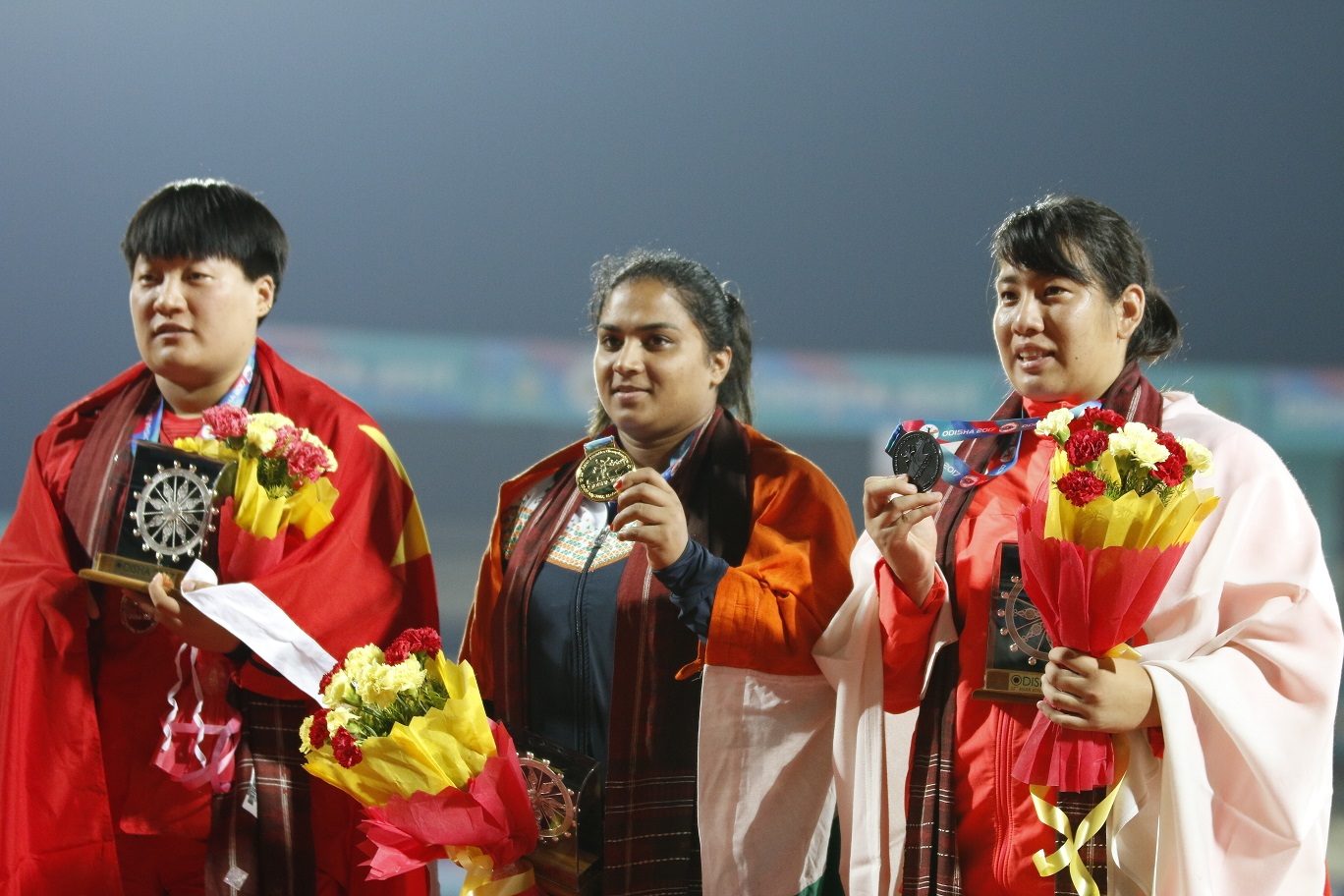
O pódio original

| Posição           | Atleta          | Nacionalidade | #1    | #2    | #3    | #4    | #5    | #6    | Resultados | Notas |
| ----------------- | --------------- | ------------- | ----- | ----- | ----- | ----- | ----- | ----- | ---------- | ----- |
| Medalha de ouro   | Manpreet Kaur   | Índia         | 17.52 | x     | 18.28 | x     | x     | x     | 18.28      |       |
| Medalha de prata  | Guo Tianqian    | China         | 17.47 | 17.76 | 17.75 | 17.91 | 17.58 | 17.62 | 17.91      |       |
| Medalha de bronze | Aya Ota         | Japão         | 14.48 | 15.28 | 15.11 | x     | 15.27 | 15.45 | 15.45      |       |
| 4                 | Nanaka Kori     | Japão         | x     | 14.95 | x     | 15.23 | 15.33 | 15.25 | 15.33      |       |
| 5                 | Anamika Das     | Índia         | 13.83 | 14.96 | 14.85 | x     | 14.47 | 14.84 | 14.96      |       |
| 6                 | Ramanpreet Kaur | Índia         | 14.76 | 14.91 | x     | x     | 14.00 | 14.33 | 14.91      |       |
| 7                 | Chandra Kala    | Nepal         |       |       |       |       |       |       | DNS        |       |
| 7                 | Noora Jasim     | Bahrein       |       |       |       |       |       |       | DNS        |       |

Legenda
| Recorde mundial       | Recorde mundial (World record)               |                       | Recorde africano                      | Recorde africano (African) |                                           | Q | Classificado por posição (Qualified) |
| Recorde do campeonato | Recorde do campeonato (Championship record)  | Recorde da América    | Recorde da América (Americas)         | q                          | Classificado por melhor tempo (Qualified) |   |                                      |
| Melhor marca do ano   | Melhor marca do ano (World leading)          | Recorde asiático      | Recorde asiático (Asian)              | DNS                        | Não largou (Did not start)                |   |                                      |
| Recorde nacional      | Recorde nacional (National record)           | Recorde europeu       | Recorde europeu (European)            | DNF                        | Não terminou (Did not finish)             |   |                                      |
| Recorde pessoal       | Recorde pessoal do atleta (Personal best)    | Recorde da Oceania    | Recorde da Oceania (Oceania)          | DSQ / DQ                   | Desclassificado (Disqualified)            |   |                                      |
| Recorde da temporada  | Recorde da temporada do atleta (Season best) | Recorde sul-americano | Recorde sul-americano (South America) | NM                         | Sem marca (No mark)                       |   |                                      |